# The Escapists
The Escapists è un videogioco di ruolo con visuale dall'alto, pubblicato nel 2015 per Microsoft Windows, Xbox One, PlayStation 4, Linux, macOS e Xbox 360. Successivamente è stato reso disponibile anche per iOS e Android nel 2017 e per Nintendo Switch nel 2018. Il giocatore prende il ruolo di un detenuto con il compito di evadere da varie prigioni, alleandosi con gli altri prigionieri, con i poliziotti, ma soprattutto rubando, comprando e costruendo oggetti, utili alla fuga. Il gioco è stato sin da subito apprezzato per la libertà concessa al giocatore, ma anche criticato per il numero di tentativi falliti e la difficoltà generale del gioco. Il 22 agosto 2017 è uscito il seguito chiamato The Escapists 2.

## Modalità di gioco
Il giocatore prende il ruolo di un detenuto con il compito di evadere di prigione. Si possono trovare, acquistare e creare oggetti favorevoli e a volte indispensabili per la buona riuscita dell'evasione. Per venire aiutati dagli altri prigionieri e comprare a un prezzo minore, si possono completare vari compiti assegnati dai detenuti.
È possibile aumentare le proprie statistiche di forza, velocità e intelligenza in modi differenti a seconda del carcere. Queste statistiche saranno molto utili, ma scenderanno con il tempo se non si ripeteranno gli esercizi costantemente; maggiore sarà la forza, più danni si infliggeranno ai nemici; più si sarà veloci, maggiore sarà la velocità di attacco (al contrario di quanto molti pensano, la velocità non riguarda quella di movimento); l'intelligenza consentirà invece di costruire alcuni oggetti.
Per non allertare le guardie bisogna fare quello che viene chiesto a ogni orario, ad esempio partecipare ai pasti, lavorare, andare in palestra o lavarsi: se non si andrà alle due quotidiane chiamate da parte delle guardie, una la mattina e una la sera, il livello di sospetto aumenta al massimo e, appena si viene localizzati da una guardia, si viene picchiati fino allo svenimento. Sarà anche utile andare a queste chiamate, poiché le guardie elencheranno i prigionieri le cui celle verranno ispezionate: se le guardie dovessero trovare nelle ceste dei prigionieri oggetti illegali, questi verranno sequestrati e il detenuto in questione andrà in isolamento per qualche giorno; c'è anche la possibilità che i poliziotti trovino segni di tentativi di fuga, come buche nel terreno o muri spaccati. Se così succedesse, i progressi nella fuga verrebbero annullati, nel gioco si potrà pure fare finta di essere un poliziotto rubando gli abiti a uno di loro per accedere a determinate sale. 
Inoltre, si può fare amicizia con i detenuti e con altri invece non esserlo. Ad esempio se avete 3 detenuti, a cui la percentuale di amicizia è maggiore di 80 (per aumentare questa percentuale, basta eseguire i favori che chiedono quando hanno il punto esclamativo in testa, oppure regalargli qualche oggetto o soldi, oppure ancora, cliccarci sopra e quindi parlandoci) cliccandoci sopra con il tasto q da pc, loro ti seguiranno e ti aiuteranno a fare qualsiasi cosa, e così potrete evadere insieme.